# Tikhonenkovite
La tikhonenkovite è un minerale.